# Rudolf Fänner
Rudolf Fänner (* 14. September 1879 in Rossatz-Arnsdorf, Niederösterreich; † 21. April 1959 in Wien) war ein österreichischer Bildhauer.

## Leben
Der Sohn des Oberbauleiters der Donauregulierungskommission k.u.k. Oberbaurat Gottlieb Fänner trat er am 4. September 1899 in die Münchener Akademie der bildenden Künste ein und belegte das Fach der Bildhauerei bei Wilhelm von Rümann. Nach dem Abschluss, sowie einem Jahr in Paris und einem halben Jahr in Brüssel kehrte er nach Wien zurück, wo er als freischaffender Künstler sein erstes Atelier hatte. Von 1903 bis 1905 war Fänner Mitglied des Hagenbundes, in weiterer Folge wurde er auch Mitglied des Wiener Künstlerhauses, wo er ebenso wie im Salzburger Künstlerhaus seine Werke ausstellte.
Fänner hinterließ vor allem Porträtbüsten, sowie Grabmäler und Kriegerdenkmäler, z. B. für Burgen in der Steiermark, für Sebenstein in Niederösterreich und Feistritz am Wechsel. Weiters schuf er einen Altar für die Kapelle von Burg Kranichberg bei Gloggnitz. Fänner modellierte auch einige Bildnisbüsten, wie jene beiden des Franz Conrad von Hötzendorf, Generalstabschef der k.u.k. Armee, welche sich heute in den Sammlungen des Wiener Heeresgeschichtlichen Museum befinden.
Rudolf Fänner war als akademischem Bildhauer noch zu Lebzeiten Erfolg beschieden. So wurde er 1917 mit der Silbernen, ein Jahr später mit der Goldenen Staatsmedaille ausgezeichnet. Er wurde am Friedhof Mauer bestattet.

## Werke (Auszug)
- Engel im Wiener Stephansdom (Konsole im Albertinischen Chor, 1952)
- Jagdgöttin Diana (Bronzestatuette)
- Altar für die Hauskapelle von Kardinal Piffl (Burg Kranichberg bei Gloggnitz)
- Brunnenfigur Gars a. Kamp 1942
- PORTRäTBÜSTEN:
- Bildnisbüste Franz Conrad von Hötzendorf, 1914, Carrara-Marmor, 30 × 24 × 60 cm, Heeresgeschichtliches Museum, Wien
- Bildnisbüste Franz Conrad von Hötzendorf, 1915, Gips bronziert, 29,5 × 24 × 59 cm, Heeresgeschichtliches Museum, Wien
- Feldmarschallleutnant v. Daler (Marmor)
- Erzherzogin Maria Josefa (Marmor, 1913)
- Fürstin Isabel Metternich (Marmor, Schloss Königswart, 1918)
- Heinrich v. Angeli (Marmor)
- Mr. Beecher-Stowe (U.S.A.)
- Hofburgschauspieler Carl v. Zeska (1904)
- Baron Popper v. Podkragy (Ehemann der Sängerin Maria Jeritza, Schloss Unternberg, Kirchberg a. Wechsel)
- Baronin Clarisse Rothschild (Marmor)
- Kardinal Innitzer (Polychrome Terrakotta)
- Toni Thonet als Jägerin (Ganzkörperstatuette)

Kriegerdenkmäler
- Burgau, Steiermark, 1920
- Neudau, Steiermark, 1927
- Feistritz a. Wechsel, Niederösterreich
- Sebenstein, Niederösterreich
- Ebenfurth, Niederösterreich

Grabdenkmäler
- Grabmal der Grafen Wurmbrand (Steyersperg, Niederösterreich)

Restaurierungen
- Stephansdom, Belvedere, Rathaus, Nikolsburg